# Булахівка (Коростенський район)
Бу́лахі́вка — село в Україні, у Коростенській міській територіальній громаді Коростенського району Житомирської області. Кількість населення становить 13 осіб (2001).

## Населення
Відповідно до результатів перепису населення СРСР, кількість населення, станом на 12 січня 1989 року, становила 26 осіб. Станом на 5 грудня 2001 року, відповідно до перепису населення України, кількість мешканців села становила 13 осіб.

## Історія
Станом на 10 лютого 1952 року показаний як хутір Булах Дідковицької сільської ради Народицького району Житомирської області. Взяте на облік під сучасною назвою 16 вересня 1960 року, відповідно до рішення Житомирського облвиконкому № 960 «Про уточнення обліку населених пунктів області».
У 2020 році, відповідно до розпорядження Кабінету Міністрів України № 711-р від 12 червня 2020 року «Про визначення адміністративних центрів та затвердження територій територіальних громад Житомирської області», територію та населені пункти Дідковицької сільської ради Коростенського району Житомирської області включено до складу Коростенської міської територіальної громади Коростенського району Житомирської області.